# DS2000
DS2000 es el nombre de un bus común para satélites de comunicaciones desarrollado por Mitsubishi Electric. Se trata de un diseño creado originalmente para ser utilizado en el satélite DRTS y en el ETS-8, ambos de la antigua agencia espacial japonesa NASDA.
El bus está construido en fibra de carbono reforzada con plástico y está preparado para proporcionar potencias de hasta 15 kW a los sistemas de la nave, con una masa en el lanzamiento de hasta 5000 kg. Puede llevar hasta 72 transpondedores y está diseñado para una vida útil de 15 años. Es compatible con los vehículos de lanzamiento H-2A, Ariane 5, Delta IV, Atlas 5 y Sea Launch.
El voltaje del subsistema eléctrico funciona a 100 voltios y está regulado por un bus dual de silicio. La energía procede de células solares de arseniuro de galio y baterías de hidruro de níquel o de ion litio. El control de actitud está gestionado por el ordenador de a bordo mediante cuatro volantes de inercia. El control térmico se lleva a cabo mediante intercambiadores de calor y mantas térmicas. La propulsión corre a cargo de un sistema bipropelente que alimenta un motor de apogeo y los propulsores de actitud, con la posibilidad de acoplarle un motor iónico.
EL bus ha sido usado en, entre otros, el satélite de navegación y comunicaciones MTSAT-2, lanzado desde el Centro Espacial de Tanegashima el 18 de febrero de 2006.

## Datos generales
- Longitud: 4 m
- Diámetro básico: 4 m
- Diámetro máximo: 6 m
- Envergadura: 30 m
- Masa: 5000 kg
- Empuje del motor principal: 500 N